# The Equalizer (2021)
The Equalizer (bra: The Equalizer - A Protetora) é uma série de televisão americana de drama policial que estreou em 7 de fevereiro de 2021 na CBS. A série é um reboot do drama dos anos 1980 de mesmo nome, que foi ao ar originalmente na rede de 1985 a 1989, e é o segunda  reboot da franquia, seguindo o filme de 2014 e sua sequência de 2018.
A série é co-criada pelos produtores executivos Richard Lindheim, que foi o co-criador da série de televisão original com Michael Sloan, e Queen Latifah, que também estrela como a personagem principal. John Davis, John Fox, Debra Martin Chase, Andrew Marlowe e Terri Miller também atuam como produtores executivos. Lindheim faleceu de insuficiência cardíaca em 18 de janeiro de 2021 enquanto trabalhava na série; a estreia da série é dedicada à sua memória.
Em março de 2021, a série foi renovada para segunda temporada, lançada em 10 de outubro de 2021.
No Brasil, os dois primeiros episódios foram exibidos pela TV Globo no Cinema do Líder em março de 2022. A emissora está exibindo a série na íntegra desde 24 de junho de 2022 na Sessão Globoplay com a primeira temporada sendo concluída em 26 de agosto de 2022. A segunda temporada foi exibida de 28 de abril a 28 de agosto de 2023. A terceira temporada foi dividida em duas partes, com a primeira sendo exibida de 17 de maio a 12 de julho de 2024 e a segunda desde 17 de janeiro de 2025.

## Premissa
A série narra a vida de Robyn McCall, uma mulher enigmática e mãe solteira de sua filha adolescente Delilah, com um histórico misterioso que usa suas extensas habilidades para ajudar aqueles que não têm a quem recorrer, agindo como um anjo da guarda e defensora daqueles que não podem defender-se enquanto busca sua própria redenção.

## Elenco

### Principal
- Queen Latifah como Robyn McCall, "The Equalizer"
- Chris Noth como William Bishop
- Tory Kittles como Det. Marcus Dante
- Lorraine Toussaint como Viola "Tia Vi" Marsette
- Liza Lapira como Melody "Mel" Bayani
- Laya DeLeon Hayes como Delilah
- Adam Goldberg como Harry Keshegian

### Recorrente
- Erica Camarano como Detetive Paley (1ª temporada; participação 2ª temporada)
- Jennifer Ferrin como Avery Grafton
- Frank Pando como Capitão Torres
- Dominic Fumusa como Detetive Ken Mallory (2ª temporada)

## Episódios
| Temporada | Temporada | Episódios | Episódios | Originalmente exibido  | Originalmente exibido |
| Temporada | Temporada | Episódios | Episódios | Estreia da temporada   | Final da temporada    |
| --------- | --------- | --------- | --------- | ---------------------- | --------------------- |
|           | 1         | 10        | 10        | 7 de fevereiro de 2021 | 23 de maio de 2021    |
|           | 2         | ASA       | ASA       | 10 de outubro de 2021  | ASA                   |

### 1.ª temporada (2021)
| N.º na série | N.º na temp. | Título original             | Dirigido por        | Escrito por                           | Exibição original       | Audiência (milhões) |
| ------------ | ------------ | --------------------------- | ------------------- | ------------------------------------- | ----------------------- | ------------------- |
| 1            | 1            | "The Equalizer"             | Liz Friedlander     | Andrew W. Marlowe & Terri Edda Miller | 7 de fevereiro de 2021  | 20,40               |
| 2            | 2            | "Glory"                     | Liz Friedlander     | Andrew W. Marlowe & Teri Edda Miller  | 14 de fevereiro de 2021 | 8,21                |
| 3            | 3            | "Judgment Day"              | Slick Naim          | Erica Shelton Kodish                  | 21 de fevereiro de 2021 | 8,13                |
| 4            | 4            | "It Takes a Village"        | Randy Zisk          | Joseph C. Wilson                      | 28 de fevereiro de 2021 | 7,78                |
| 5            | 5            | "The Milk Run"              | Peter Leto          | Keith Eisner                          | 28 de março de 2021     | 7,40                |
| 6            | 6            | "The Room Where It Happens" | Stephanie Marquardt | Zoe Robyn                             | 4 de abril de 2021      | 6,99                |
| 7            | 7            | "Hunting Grounds"           | Christine Moore     | Joe Gazzam                            | 2 de maio de 2021       | 7,22                |
| 8            | 8            | "Lifeline"                  | Randy Zisk          | Joseph C. Wilson                      | 9 de maio de 2021       | 7,22                |
| 9            | 9            | "True Believer"             | Laura Belsey        | Keith Eisner                          | 16 de maio de 2021      | 7,39                |
| 10           | 10           | "Reckoning"                 | Benny Boom          | Joseph C. Wilson                      | 23 de maio de 2021      | 7,13                |

### 2.ª temporada (2021)
| N.º na série | N.º na temp. | Título original           | Dirigido por        | Escrito por                           | Exibição original      | Audiência (milhões) |
| ------------ | ------------ | ------------------------- | ------------------- | ------------------------------------- | ---------------------- | ------------------- |
| 11           | 1            | "Aftermath"               | Solvan "Slick" Naim | Terri Edda Miller & Andrew W. Marlowe | 10 de outubro de 2021  | 7,67                |
| 12           | 2            | "The Kingdom"             | Randy Zisk          | Zoe Robyn                             | 17 de outubro de 2021  | 7,30                |
| 13           | 3            | "Leverage"                | Eric Laneuville     | Keith Eisner & Erica Shelton Kodish   | 24 de outubro de 2021  | 7,81                |
| 14           | 4            | "The People Aren't Ready" | Randy Zisk          | Joseph C. Wilson                      | 31 de outubro de 2021  | 6,48                |
| 15           | 5            | "Followers"               | Mark Polish         | Zoe Robyn                             | 7 de novembro de 2021  | 6,64                |
| 16           | 6            | "The Punisher"            | Milena Govich       | Joe Gazzam                            | 21 de novembro de 2021 | ASD                 |
| 17           | 7            | "When Worlds Collide"     | John Terlesky       | Rob Hanning                           | 28 de novembro de 2021 | ASD                 |

## Produção

### Desenvolvimento
Em novembro de 2019, a CBS anunciou que um reboot estava em desenvolvimento com Queen Latifah no papel principal de Robyn McCall. Andrew Marlowe e Terri Miller serão os showrunners com a própria Latifah como produtora executiva. Em 27 de janeiro de 2020, a CBS emitiu um pedido piloto para a nova versão. As produtoras envolvidas no piloto incluem a Flavor Unit, a Davis Entertainment, a Martin Chase Productions e a CBS Television Studios e a Universal Television.  Em 8 de maio de 2020, foi anunciado que a produção havia recebido um pedido em série.
Em 3 de dezembro de 2020, a CBS anunciou que a série estrearia em 7 de fevereiro de 2021 após o Super Bowl LV.
Em 9 de março de 2021, a CBS renovou a série para uma segunda temporada.

### Seleção de elenco
Em fevereiro de 2020, foi anunciado que Liza Lapira e Lorraine Toussaint haviam sido escalados para os papéis principais do piloto.  Em 3 de março de 2020, foi anunciado que Tory Kittles se juntou ao elenco em um papel principal. Em 8 de maio de 2020, foi anunciado que Chris Noth se juntou ao papel principal junto com Latifah. Em 11 de novembro de 2020, Adam Goldberg se juntou ao elenco principal da série. Em 21 de dezembro de 2021, a CBS e a Universal Television anunciaram que Noth foi demitido da série depois que alegações de agressão sexual foram feitas contra ele. Sua última aparição será no meio da segunda temporada.

### Filmagens
O piloto foi programado para filmar na cidade de Nova York, Nova York, em março de 2020. A produção foi adiada como resultado direto da pandemia de COVID-19 nos Estados Unidos.

## Marketing
Em 19 de maio de 2020, um teaser de 30 segundos com Queen Latifah explicando seu envolvimento na série foi lançado pela CBS. Em 9 de janeiro de 2021, a CBS lançou o primeiro teaser oficial da série.

## Recepção
No Rotten Tomatoes, a série tem uma taxa de aprovação de 61% com base em análises de 18 críticos, com uma classificação média de 5.7/10. O consenso crítico do site afirma, "Queen Latifah retorna à televisão com total comando de seu ofício - se apenas os episódios iniciais excessivamente elaborados de The Equalizer estivessem em seu nível." No Metacritic, tem uma pontuação média ponderada de 54  em 100, com base em 8 críticos, indicando "críticas mistas ou médias".